# Fuerte San Carlos (Corral)
El fuerte de San Carlos es una fortificación que se encuentra en el extremo occidental de la ribera sur de la bahía de Corral, en Chile. Forma parte del sistema de fuertes de Valdivia. 

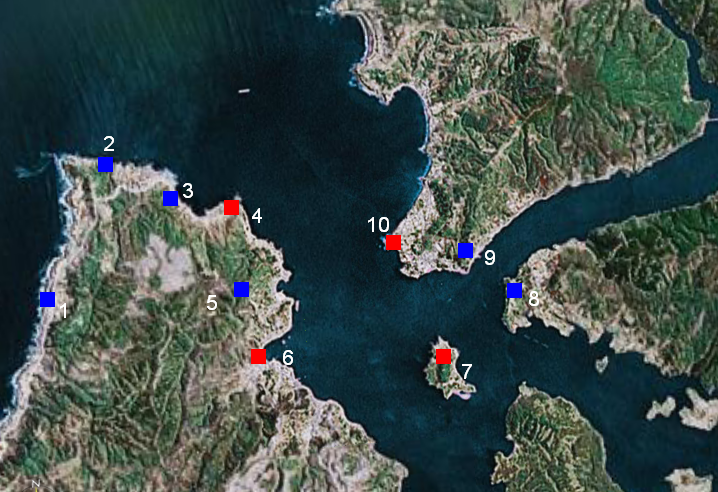
Mapa de la Bahía de Corral y distribución de las fortificaciones españolas.

## Descripción
El Fuerte San Carlos forma parte del sistema de fuertes de Valdivia, un conjunto de fortalezas situadas en la bahía de Corral, cercana a la actual ciudad de Valdivia, al sur de Chile. Construidos durante la Colonia de Chile, corresponde a uno de los sitios defensivos más grandes construidos por los españoles en América.
Antes de la construcción del Sistema de fuertes de Valdivia, en específico el San Carlos, la isla de Corral fue rebajada artificialmente y transformada en una península. Al igual que el Fuerte de San Luis de Amargos, su importancia era fundamental a la hora de defender la entrada a la bahía. 
Iniciado en 1762 con planos de José Antonio Birt, era un recinto parapetado donde estaba la tropa. A través de un puente levadizo se unía a una batería de seis cañones con horno para balas. Actualmente solo se conservan las ruinas de sus muros.En su tiempo contaba con seis cañones del 24 y hornillo de bala roja, funcionamiento que se completaba con 100 hombres de guarnición.

## Monumento Nacional
Junto a otros fuertes de la ciudad de Valdivia, fue declarado Monumento Nacional por medio del Decreto Supremo 3869 del año 1950, perteneciente al entonces Ministerio de Educación Pública.

## Actualidad
Desde el año 2015 el Fuerte San Carlos, junto a otros fuertes del sector, han presentado serios deterioros en su estructura por el abandono de los mismos. El Consejo de Monumentos Nacionales declara que estas edificaciones se encuentran bajo el programa de Puesta en Valor del Gobierno Regional con apoyo del MOP, para realizar diagnósticos sobre su estructura y lo que debiesen ofrecer, como Monumentos Históricos, al público. Si bien algunos cuentan con un avance notable en la conservación, al día de hoy no todos se encuentran diagnosticados.
Debido al deterioro en que se encuentra este Fuerte en la actualidad, las actividades turísticas que se realizan por parte de la Oficina de turismo de Corral cubren representaciones históricas que se realizan sólo en el Fuerte San Sebastián.